# Moimbao
Moimbao est une commune des Comores située sur l'ile de Mohéli, dans la préfecture de Nioumachioi. La commune comprend les localités suivantes : Hamba, Barakani, Miringoni, Ouallah I et Ouallah II.